# Sixième district congressionnel du Texas
Le 6e district congressionnel du Texas se trouve dans une zone qui comprend les comtés d'Ellis et Navarro au sud et au sud-est de la région de Dallas/Fort Worth ainsi que le coin sud-est du Comté de Tarrant. Au recensement de 2010, le 6e district représentait 698 498 personnes. Le district est actuellement représenté par le Républicain Jake Ellzey.
Le district était représenté par Joe Barton de 1985 à 2019. D'autres représentants notables incluent Olin « Tiger » Teague et Phil Gramm. Ce dernier a été Démocrate, puis a notamment démissionné et s'est présenté comme Républicain pour remporter les élections spéciales qui ont suivi.
Une élection spéciale pour pourvoir le siège a eu lieu le 1er mai 2021, le vainqueur étant déterminé lors d'un second tour le 27 juillet après qu'aucun candidat n'ait obtenu la majorité des voix. Lors du second tour, le Représentant Républicain de l'État, Jake Ellzey, a battu sa compatriote républicaine Susan Wright (la veuve de Ron Wright et soutenue par l'ancien Président Donald Trump),, remportant le siège.

## Redécoupage de 2012
Le processus de redécoupage de 2012 a supprimé la totalité des comtés de Trinity, Houston, Leon, Freestone et Limestone du district, tout en rendant le district plus compact dans le sud-est du Comté de Tarrant.

## Historique de vote
| Année | Poste     | Résultats              |
| ----- | --------- | ---------------------- |
| 2000  | Président | Bush 66,0 % – 34,0 %   |
| 2004  | Président | Bush 66,0 % – 34,0 %   |
| 2008  | Président | McCain 57,0 % – 42,0 % |
| 2012  | Président | Romney 58,0 % – 41,0 % |
| 2016  | Président | Trump 54,0 % – 42,0 %  |
| 2020  | Président | Trump 51,0 % - 48,0 %  |

## Liste des Représentants du district
| Membre                          | Parti       | Années                            | Congrès     | Histoire électorale |
| ------------------------------- | ----------- | --------------------------------- | ----------- | --- |
| District établit le 4 mars 1875 |             |                                   |             | |
| Gustav Schleicher (en)          | Démocrate   | 4 mars 1875 - 10 janvier 1879     | 44e , 45e   | Élu en 1874. Réélu en 1876. Réélu en 1878. Décès. |
| Vacant                          | Vacant      | 10 janvier 1879 - 15 avril 1879   | 45e         | |
| Christopher C. Upson (en)       | Démocrate   | 15 avril 1879 - 3 mars 1883       | 46e , 47e   | Élu pour terminer le mandat de Schleicher. Réélu en 1880. Perd sa renomination. |
| Olin Wellborn (en)              | Démocrate   | 4 mars 1883 - 3 mars 1887         | 48e , 49e   | Redécoupage depuis le 3e district et réélu en 1882. Réélu en 1884. Perd sa renomination. |
| Jo Abbott (en)                  | Démocrate   | 4 mars 1887 - 3 mars 1897         | 50e - 54e   | Élu en 1886. Réélu en 1888. Réélu en 1890. Réélu en 1892. Réélu en 1894. Retrait. |
| Robert E. Burke (en)            | Démocrate   | 4 mars 1897 - 5 juin 1901         | 55e - 57e   | Élu en 1896. Réélu en 1898. Réélu en 1900. Décès. |
| Vacant                          | Vacant      | 5 juin 1901 - 13 juillet 1901     | 57e         | |
| Dudley G. Wooten (en)           | Démocrate   | 13 juillet 1901 - 3 mars 1903     | 57e         | Élu pour terminer le mandat de Burke. Perd sa renomination. |
| Scott Field (en)                | Démocrate   | 4 mars 1903 - 3 mars 1907         | 58e , 59e   | Élu en 1902. Réélu en 1904. Retrait. |
| Rufus Hardy (en)                | Démocrate   | 4 mars 1907 - 3 mars 1923         | 60e - 67e   | Élu en 1906. Réélu en 1908. Réélu en 1910. Réélu en 1912. Réélu en 1914. Réélu en 1916. Réélu en 1918. Réélu en 1920. Retrait. |
| Luther Alexander Johnson (en)   | Démocrate   | 4 mars 1923 - 17 juillet 1946     | 68e - 79e   | Élu en 1922. Réélu en 1924. Réélu en 1926. Réélu en 1928. Réélu en 1930. Réélu en 1932. Réélu en 1934. Réélu en 1936. Réélu en 1938. Réélu en 1940. Réélu en 1942. Réélu en 1944. Démissionne pour devenir Juge Fiscale des États-Unis.                                                                            |
| Vacant                          | Vacant      | 17 juillet 1946 - 24 août 1946    | 79e         | |
| Olin E. Teague (en)             | Démocrate   | 24 août 1946 - 31 décembre 1978   | 79e - 95e   | Élu pour terminer le mandat de Johnson. Réélu en 1946. Réélu en 1948. Réélu en 1950. Réélu en 1952. Réélu en 1954. Réélu en 1956. Réélu en 1958. Réélu en 1960. Réélu en 1962. Réélu en 1964. Réélu en 1966. Réélu en 1968. Réélu en 1970. Réélu en 1972. Réélu en 1974. Réélu en 1976. Retrait, mais démissionne. |
| Vacant                          | Vacant      | 31 décembre 1978 - 3 janvier 1979 | 95e         | |
| Phil Gramm                      | Démocrate   | 3 janvier 1979 - 5 janvier 1983   | 96e - 98e   | Élu en 1978. Réélu en 1980. Réélu en 1982. Démissionne pour se présenter comme Républicain. |
| Vacant                          | Vacant      | 5 janvier 1983 - 12 février 1983  | 98e         | |
| Phil Gramm                      | Républicain | 12 février 1983 - 3 janvier 1985  | 98e         | Réélu pour terminer son propre mandat. Retrait pour se présenter comme Sénateur des États-Unis. |
| Joe Barton                      | Républicain | 3 janvier 1985 - 3 janvier 2019   | 99e - 115e  | Élu en 1984. Réélu en 1986. Réélu en 1988. Réélu en 1990. Réélu en 1992. Réélu en 1994. Réélu en 1996. Réélu en 1998. Réélu en 2000. Réélu en 2002. Réélu en 2004. Réélu en 2006. Réélu en 2008. Réélu en 2010. Réélu en 2012. Réélu en 2014. Réélu en 2016. Retrait pour cause de scandal.                        |
| Ron Wright                      | Républicain | 3 janvier 2019 - 7 février 2021   | 116e , 117e | Élu en 2018. Réélu en 2020. Décès. |
| Vacant                          | Vacant      | 7 février 2021 - 30 juillet 2021  | 117e        | |
| Jake Ellzey                     | Républicain | 30 juillet 2021 - Présent         | 117e - 119e | Élu pour terminer le mandat de Wright. Réélu en 2022. Réélu en 2024. |

## Résultats des récentes élections
Voici les résultats des dix précédents cycles électoraux dans le district

### 2004
| Élection de 2002 du 6e district congressionnel du Texas | Élection de 2002 du 6e district congressionnel du Texas | Élection de 2002 du 6e district congressionnel du Texas | Élection de 2002 du 6e district congressionnel du Texas | Élection de 2002 du 6e district congressionnel du Texas |
| ------------------------------------------------------- | ------------------------------------------------------- | ------------------------------------------------------- | ------------------------------------------------------- | ------------------------------------------------------- |
| Parti                                                   | Parti                                                   | Candidat                                                | Votes                                                   | %                                                       |
|                                                         | Républicain                                             | Joe Barton (sortant)                                    | 168 767                                                 | 66,0                                                    |
|                                                         | Démocrate                                               | Morris Meyer                                            | 83 609                                                  | 32,7                                                    |
|                                                         | Libertarien                                             | Stephen Schrader                                        | 3 251                                                   | 1,3                                                     |
| Total des votes                                         | Total des votes                                         | Total des votes                                         | 255 627                                                 | 100 %                                                   |
|                                                         | Les Républicains conservent                             |                                                         |                                                         |                                                         |

### 2006
| Élection de 2006 du 6e district congressionnel du Texas | Élection de 2006 du 6e district congressionnel du Texas | Élection de 2006 du 6e district congressionnel du Texas | Élection de 2006 du 6e district congressionnel du Texas | Élection de 2006 du 6e district congressionnel du Texas |
| ------------------------------------------------------- | ------------------------------------------------------- | ------------------------------------------------------- | ------------------------------------------------------- | ------------------------------------------------------- |
| Parti                                                   | Parti                                                   | Candidat                                                | Votes                                                   | %                                                       |
|                                                         | Républicain                                             | Joe Barton (sortant)                                    | 91 927                                                  | 60,5                                                    |
|                                                         | Démocrate                                               | David Harris                                            | 56 369                                                  | 37,1                                                    |
|                                                         | Libertarien                                             | Carl Nulsen                                             | 3 740                                                   | 2,5                                                     |
| Total des votes                                         | Total des votes                                         | Total des votes                                         | 152 036                                                 | 100 %                                                   |
|                                                         | Les Républicains conservent                             |                                                         |                                                         |                                                         |

### 2008
| Élection de 2008 du 6e district congressionnel du Texas | Élection de 2008 du 6e district congressionnel du Texas | Élection de 2008 du 6e district congressionnel du Texas | Élection de 2008 du 6e district congressionnel du Texas | Élection de 2008 du 6e district congressionnel du Texas |
| ------------------------------------------------------- | ------------------------------------------------------- | ------------------------------------------------------- | ------------------------------------------------------- | ------------------------------------------------------- |
| Parti                                                   | Parti                                                   | Candidat                                                | Votes                                                   | %                                                       |
|                                                         | Républicain                                             | Joe Barton (sortant)                                    | 174 008                                                 | 62,0                                                    |
|                                                         | Démocrate                                               | Ludwig Otto                                             | 99 919                                                  | 35,6                                                    |
|                                                         | Libertarien                                             | Max Kock III                                            | 6 655                                                   | 2,4                                                     |
| Total des votes                                         | Total des votes                                         | Total des votes                                         | 280 582                                                 | 100 %                                                   |
|                                                         | Les Républicains conservent                             |                                                         |                                                         |                                                         |

### 2010
| Élection de 2010 du 6e district congressionnel du Texas | Élection de 2010 du 6e district congressionnel du Texas | Élection de 2010 du 6e district congressionnel du Texas | Élection de 2010 du 6e district congressionnel du Texas | Élection de 2010 du 6e district congressionnel du Texas |
| ------------------------------------------------------- | ------------------------------------------------------- | ------------------------------------------------------- | ------------------------------------------------------- | ------------------------------------------------------- |
| Parti                                                   | Parti                                                   | Candidat                                                | Votes                                                   | %                                                       |
|                                                         | Républicain                                             | Joe Barton (sortant)                                    | 107 140                                                 | 65,9                                                    |
|                                                         | Démocrate                                               | David Cozard                                            | 50 717                                                  | 31,2                                                    |
|                                                         | Libertarien                                             | Byron Severns                                           | 4 700                                                   | 2,9                                                     |
| Total des votes                                         | Total des votes                                         | Total des votes                                         | 162 557                                                 | 100 %                                                   |
|                                                         | Les Républicains conservent                             |                                                         |                                                         |                                                         |

### 2012
| Élection de 2012 du 6e district congressionnel du Texas | Élection de 2012 du 6e district congressionnel du Texas | Élection de 2012 du 6e district congressionnel du Texas | Élection de 2012 du 6e district congressionnel du Texas | Élection de 2012 du 6e district congressionnel du Texas |
| ------------------------------------------------------- | ------------------------------------------------------- | ------------------------------------------------------- | ------------------------------------------------------- | ------------------------------------------------------- |
| Parti                                                   | Parti                                                   | Candidat                                                | Votes                                                   | %                                                       |
|                                                         | Républicain                                             | Joe Barton (sortant)                                    | 145 019                                                 | 58,0                                                    |
|                                                         | Démocrate                                               | Kenneth Sanders                                         | 98 053                                                  | 39,2                                                    |
|                                                         | Libertarien                                             | Hugh Chauvin                                            | 4 847                                                   | 1,9                                                     |
|                                                         | Vert                                                    | Brandon Parmer                                          | 2 017                                                   | 0,8                                                     |
| Total des votes                                         | Total des votes                                         | Total des votes                                         | 249 936                                                 | 100 %                                                   |
|                                                         | Les Républicains conservent                             |                                                         |                                                         |                                                         |

### 2014
| Élection de 2014 du 6e district congressionnel du Texas | Élection de 2014 du 6e district congressionnel du Texas | Élection de 2014 du 6e district congressionnel du Texas | Élection de 2014 du 6e district congressionnel du Texas | Élection de 2014 du 6e district congressionnel du Texas |
| ------------------------------------------------------- | ------------------------------------------------------- | ------------------------------------------------------- | ------------------------------------------------------- | ------------------------------------------------------- |
| Parti                                                   | Parti                                                   | Candidat                                                | Votes                                                   | %                                                       |
|                                                         | Républicain                                             | Joe Barton (sortant)                                    | 92 334                                                  | 61,1                                                    |
|                                                         | Démocrate                                               | David Cozard                                            | 55 027                                                  | 36,4                                                    |
|                                                         | Libertarien                                             | Hugh Chauvin                                            | 3 635                                                   | 2,4                                                     |
| Total des votes                                         | Total des votes                                         | Total des votes                                         | 150 996                                                 | 100 %                                                   |
|                                                         | Les Républicains conservent                             |                                                         |                                                         |                                                         |

### 2016
| Élection de 2016 du 6e district congressionnel du Texas | Élection de 2016 du 6e district congressionnel du Texas | Élection de 2016 du 6e district congressionnel du Texas | Élection de 2016 du 6e district congressionnel du Texas | Élection de 2016 du 6e district congressionnel du Texas |
| ------------------------------------------------------- | ------------------------------------------------------- | ------------------------------------------------------- | ------------------------------------------------------- | ------------------------------------------------------- |
| Parti                                                   | Parti                                                   | Candidat                                                | Votes                                                   | %                                                       |
|                                                         | Républicain                                             | Joe Barton (sortant)                                    | 159 444                                                 | 58,3                                                    |
|                                                         | Démocrate                                               | Ruby Faye Woolridge                                     | 106 667                                                 | 39,0                                                    |
|                                                         | Vert                                                    | Darrel Smith                                            | 7 185                                                   | 2,6                                                     |
| Total des votes                                         | Total des votes                                         | Total des votes                                         | 273 296                                                 | 100 %                                                   |
|                                                         | Les Républicains conservent                             |                                                         |                                                         |                                                         |

### 2018
| Élection de 2002 du 6e district congressionnel du Texas | Élection de 2002 du 6e district congressionnel du Texas | Élection de 2002 du 6e district congressionnel du Texas | Élection de 2002 du 6e district congressionnel du Texas | Élection de 2002 du 6e district congressionnel du Texas |
| ------------------------------------------------------- | ------------------------------------------------------- | ------------------------------------------------------- | ------------------------------------------------------- | ------------------------------------------------------- |
| Parti                                                   | Parti                                                   | Candidat                                                | Votes                                                   | %                                                       |
|                                                         | Républicain                                             | Ron Wrigth                                              | 135 779                                                 | 53,1                                                    |
|                                                         | Démocrate                                               | Jana Lynne Sanchez                                      | 116 040                                                 | 45,4                                                    |
|                                                         | Libertarien                                             | Jason Harder                                            | 3 724                                                   | 1,5                                                     |
| Total des votes                                         | Total des votes                                         | Total des votes                                         | 255 543                                                 | 100 %                                                   |
|                                                         | Les Républicains conservent                             |                                                         |                                                         |                                                         |

### 2020
| Élection de 2020 du 6e district congressionnel du Texas | Élection de 2020 du 6e district congressionnel du Texas | Élection de 2020 du 6e district congressionnel du Texas | Élection de 2020 du 6e district congressionnel du Texas | Élection de 2020 du 6e district congressionnel du Texas |
| ------------------------------------------------------- | ------------------------------------------------------- | ------------------------------------------------------- | ------------------------------------------------------- | ------------------------------------------------------- |
| Parti                                                   | Parti                                                   | Candidat                                                | Votes                                                   | %                                                       |
|                                                         | Républicain                                             | Ron Wrigth (sortant)                                    | 179 507                                                 | 52,8                                                    |
|                                                         | Démocrate                                               | Stephen Daniel                                          | 149 530                                                 | 44,0                                                    |
|                                                         | Libertarien                                             | Melanie A. Black                                        | 10 955                                                  | 3,2                                                     |
| Total des votes                                         | Total des votes                                         | Total des votes                                         | 339 992                                                 | 100 %                                                   |
|                                                         | Les Républicains conservent                             |                                                         |                                                         |                                                         |

### 2021 (Spéciale)
| Élection Spéciale de 2021 du 6e district congressionnel du Texas | Élection Spéciale de 2021 du 6e district congressionnel du Texas | Élection Spéciale de 2021 du 6e district congressionnel du Texas | Élection Spéciale de 2021 du 6e district congressionnel du Texas | Élection Spéciale de 2021 du 6e district congressionnel du Texas |
| ---------------------------------------------------------------- | ---------------------------------------------------------------- | ---------------------------------------------------------------- | ---------------------------------------------------------------- | ---------------------------------------------------------------- |
| Parti                                                            | Parti                                                            | Candidat                                                         | Votes                                                            | %                                                                |
|                                                                  | Républicain                                                      | Jake Elizey                                                      | 20 837                                                           | 53,27                                                            |
|                                                                  | Républicain                                                      | Susan Wright                                                     | 18 279                                                           | 46,73                                                            |
| Total des votes                                                  | Total des votes                                                  | Total des votes                                                  | 39 116                                                           | 100 %                                                            |
|                                                                  | Les Républicains conservent                                      |                                                                  |                                                                  |                                                                  |

Cette élection spéciale s'est tenue à la suite de la mort du Représentant Ron Wright, des suites du COVID-19, le 8 février 2021.

### 2022
| Primaire Républicaine de 2022 du 6e district congressionnel du Texas | Primaire Républicaine de 2022 du 6e district congressionnel du Texas | Primaire Républicaine de 2022 du 6e district congressionnel du Texas | Primaire Républicaine de 2022 du 6e district congressionnel du Texas | Primaire Républicaine de 2022 du 6e district congressionnel du Texas |
| -------------------------------------------------------------------- | -------------------------------------------------------------------- | -------------------------------------------------------------------- | -------------------------------------------------------------------- | -------------------------------------------------------------------- |
| Parti                                                                | Parti                                                                | Candidat                                                             | Votes                                                                | %                                                                    |
|                                                                      | Républicain                                                          | Jake Elizey (sortant)                                                | 38 683                                                               | 71,2                                                                 |
|                                                                      | Républicain                                                          | James Buford                                                         | 8 636                                                                | 15,9                                                                 |
|                                                                      | Républicain                                                          | Bill Payne                                                           | 7 008                                                                | 12,9                                                                 |

| Élection de 2022 du 6e district congressionnel du Texas | Élection de 2022 du 6e district congressionnel du Texas | Élection de 2022 du 6e district congressionnel du Texas | Élection de 2022 du 6e district congressionnel du Texas | Élection de 2022 du 6e district congressionnel du Texas |
| ------------------------------------------------------- | ------------------------------------------------------- | ------------------------------------------------------- | ------------------------------------------------------- | ------------------------------------------------------- |
| Parti                                                   | Parti                                                   | Candidat                                                | Votes                                                   | %                                                       |
|                                                         | Républicain                                             | Jake Elizey (sortant)                                   | 149 321                                                 | 100 %                                                   |
|                                                         | Les Républicains conservent                             |                                                         |                                                         |                                                         |

### 2024
| Primaire Républicaine de 2024 du 6e district congressionnel du Texas | Primaire Républicaine de 2024 du 6e district congressionnel du Texas | Primaire Républicaine de 2024 du 6e district congressionnel du Texas | Primaire Républicaine de 2024 du 6e district congressionnel du Texas | Primaire Républicaine de 2024 du 6e district congressionnel du Texas |
| -------------------------------------------------------------------- | -------------------------------------------------------------------- | -------------------------------------------------------------------- | -------------------------------------------------------------------- | -------------------------------------------------------------------- |
| Parti                                                                | Parti                                                                | Candidat                                                             | Votes                                                                | %                                                                    |
|                                                                      | Républicain                                                          | Jake Elizey (sortant)                                                | 38 143                                                               | 60,8                                                                 |
|                                                                      | Républicain                                                          | James Buford                                                         | 12 782                                                               | 20,3                                                                 |
|                                                                      | Républicain                                                          | Clifford Wiley                                                       | 11 843                                                               | 18,9                                                                 |

| Primaire Démocrate de 2024 du 6e district congressionnel du Texas | Primaire Démocrate de 2024 du 6e district congressionnel du Texas | Primaire Démocrate de 2024 du 6e district congressionnel du Texas | Primaire Démocrate de 2024 du 6e district congressionnel du Texas | Primaire Démocrate de 2024 du 6e district congressionnel du Texas |
| ----------------------------------------------------------------- | ----------------------------------------------------------------- | ----------------------------------------------------------------- | ----------------------------------------------------------------- | ----------------------------------------------------------------- |
| Parti                                                             | Parti                                                             | Candidat                                                          | Votes                                                             | %                                                                 |
|                                                                   | Démocrate                                                         | John Love III                                                     | 13 813                                                            | 100 %                                                             |

| Élection de 2024 du 6e district congressionnel du Texas | Élection de 2024 du 6e district congressionnel du Texas | Élection de 2024 du 6e district congressionnel du Texas | Élection de 2024 du 6e district congressionnel du Texas | Élection de 2024 du 6e district congressionnel du Texas |
| ------------------------------------------------------- | ------------------------------------------------------- | ------------------------------------------------------- | ------------------------------------------------------- | ------------------------------------------------------- |
| Parti                                                   | Parti                                                   | Candidat                                                | Votes                                                   | %                                                       |
|                                                         | Républicain                                             | Jake Elizey (sortant)                                   | 192 834                                                 | 66,4                                                    |
|                                                         | Démocrate                                               | John Love III                                           | 97 111                                                  | 33,6                                                    |
| Total des votes                                         | Total des votes                                         | Total des votes                                         | 290 545                                                 | 100 %                                                   |
|                                                         | Les Républicains conservent                             |                                                         |                                                         |                                                         |

## Frontières historiques du district
Au début de l'histoire du district, il s'étendait de la banlieue sud de Dallas-Fort Worth jusqu'à la banlieue nord de Houston. Au fur et à mesure que Houston et DFW se développaient, le district s'est progressivement rétréci vers le nord, atteignant aujourd'hui ses limites actuelles.

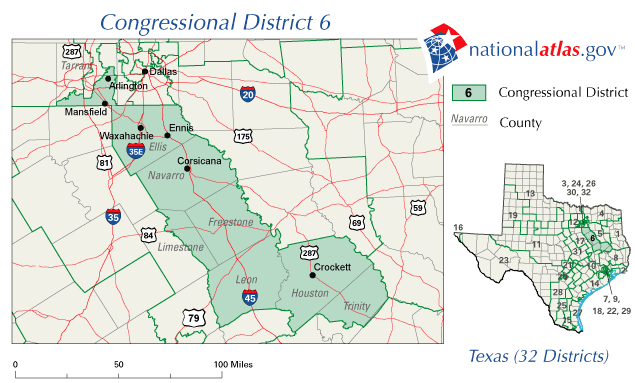
2007 - 2013

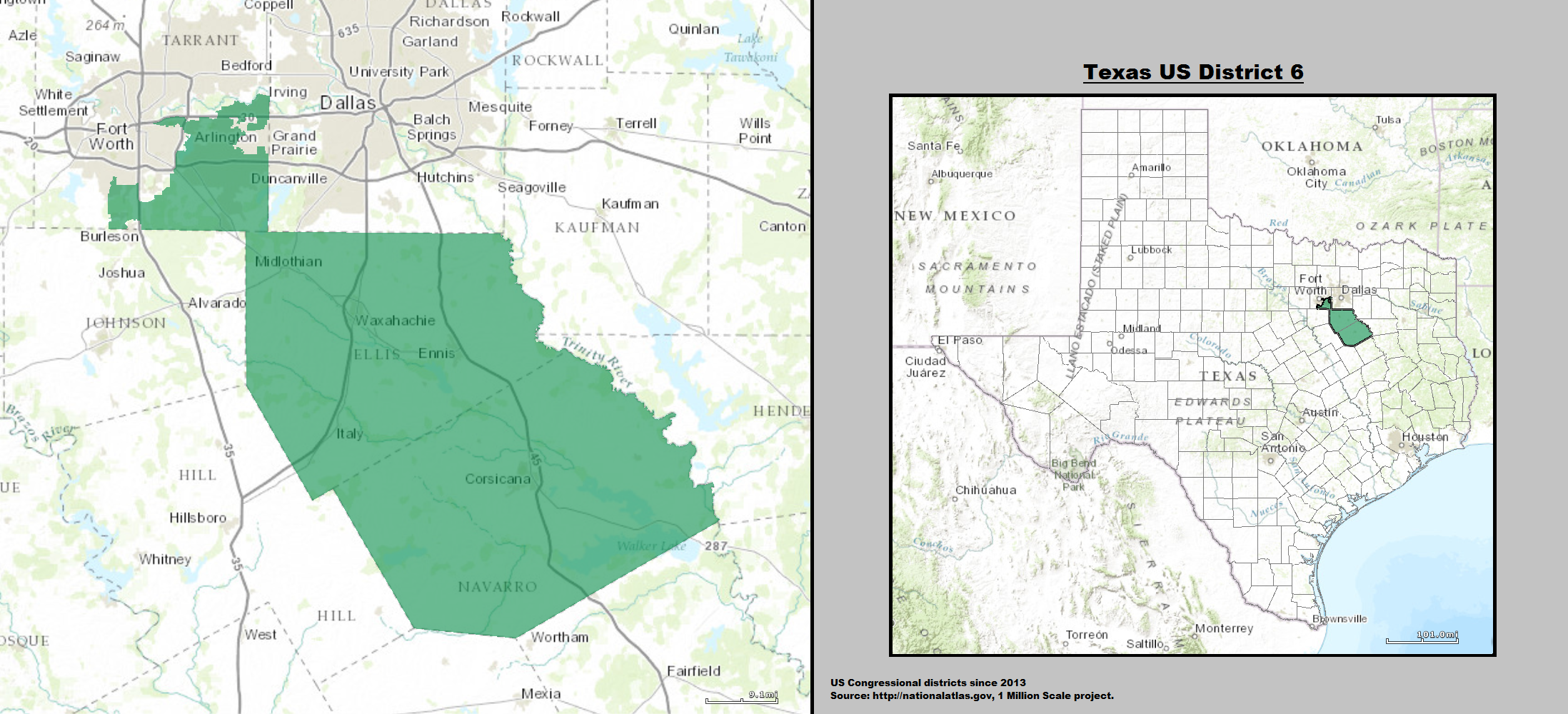
2013 - 2023